# Centraal-Europese Internationale Beker 1927-1930
De Centraal-Europese Internationale Beker van 1927–30 was een vriendschappelijk voetbaltoernooi dat werd gespeeld van 18 september 1927 tot en met 11 mei 1930. Het was de eerste editie van dit toernooi. Omdat de winnaar van het toernooi een beker aangeboden kreeg van de Tsjecho-Slowaakse premier Antonín Švehla, werd dit toernooi ook bekend onder de naam Antonín Švehla Cup.

## Opzet en deelnemende landen
Aan het toernooi deden vijf landen mee, allemaal landen uit Centraal-Europa, het ging om Hongarije, Italië, Oostenrijk Tsjecho-Slowakije en Zwitserland. Alle deelnemende landen spelen in een aantal jaar twee wedstrijden tegen elkaar, een uit- en thuiswedstrijd.

## Eindstand
| Pos | Team              | Wed | W | G | V | Ptn | DV | DT | +/− |  | ITA | OOS | TCH | HUN | ZWI |
| --- | ----------------- | --- | - | - | - | --- | -- | -- | --- |  | --- | --- | --- | --- | --- |
| 1   | Italië            | 8   | 5 | 1 | 2 | 11  | 21 | 15 | +6  |  | —   | 0–1 | 4–2 | 4–3 | 3–2 |
| 2   | Oostenrijk        | 8   | 5 | 0 | 3 | 10  | 17 | 10 | +7  |  | 3–0 | —   | 0–1 | 5–1 | 2–0 |
| 3   | Tsjecho-Slowakije | 8   | 4 | 2 | 2 | 10  | 17 | 10 | +7  |  | 2–2 | 2–0 | —   | 1–1 | 5–0 |
| 4   | Hongarije         | 8   | 4 | 1 | 3 | 9   | 20 | 23 | −3  |  | 0–5 | 5–3 | 2–0 | —   | 3–1 |
| 5   | Zwitserland       | 8   | 0 | 0 | 8 | 0   | 11 | 28 | −17 |  | 2–3 | 1–3 | 1–4 | 4–5 | —   |

## Wedstrijden
|                                                    |                                    |         |            |                                                                                |
| 18 september 1927 «onderlinge duels» 16:00 (UTC+1) | Tsjecho-Slowakije                  | 2–0     | Oostenrijk | Strahovstadion, Praag Toeschouwers: 25.000 Scheidsrechter: Ernest Fabris (YUG) |
| 18 september 1927 «onderlinge duels» 16:00 (UTC+1) | Podrazil 10' Kratochvíl 55' (pen.) | Verslag |            | Strahovstadion, Praag Toeschouwers: 25.000 Scheidsrechter: Ernest Fabris (YUG) |

|                                                    |                                                          |         |                           |                                                                                           |
| 25 september 1925 «onderlinge duels» 15:30 (UTC+1) | Hongarije                                                | 5–3     | Oostenrijk                | Üllői úti stadion, Boedapest Toeschouwers: 38.000 Scheidsrechter: Albert Prince-Cox (ENG) |
| 25 september 1925 «onderlinge duels» 15:30 (UTC+1) | Takács 18' Kohut 27' Ströck 51' Holzbauer 62' Hirzer 67' | Verslag | 11', 84' Wesely 13' Siegl | Üllői úti stadion, Boedapest Toeschouwers: 38.000 Scheidsrechter: Albert Prince-Cox (ENG) |

|                                                  |                         |         |                    |                                                                               |
| 23 oktober 1927 «onderlinge duels» 15:00 (UTC+1) | Tsjecho-Slowakije       | 2–2     | Italië             | Stadion Letná, Praag Toeschouwers: 12.000 Scheidsrechter: John Langenus (BEL) |
| 23 oktober 1927 «onderlinge duels» 15:00 (UTC+1) | Svoboda 32', 51' (pen.) | Verslag | 28', 79' Libonatti | Stadion Letná, Praag Toeschouwers: 12.000 Scheidsrechter: John Langenus (BEL) |

|                                                  |        |         |            |                                                                                        |
| 6 november 1927 «onderlinge duels» 14:30 (UTC+1) | Italië | 0–1     | Oostenrijk | Stadio Littorale, Bologna Toeschouwers: 30.000 Scheidsrechter: Albert Prince-Cox (ENG) |
| 6 november 1927 «onderlinge duels» 14:30 (UTC+1) |        | Verslag | 44' Runge  | Stadio Littorale, Bologna Toeschouwers: 30.000 Scheidsrechter: Albert Prince-Cox (ENG) |

|                                                 |                                 |         |                      |                                                                                |
| 1 januari 1928 «onderlinge duels» 14:30 (UTC+1) | Italië                          | 3–2     | Zwitserland          | Stadio Comunale, Genua Toeschouwers: 28.000 Scheidsrechter: Stanley Rous (ENG) |
| 1 januari 1928 «onderlinge duels» 14:30 (UTC+1) | Libonatti 10', 58' Magnozzi 68' | Verslag | 38', 60' M. Abegglen | Stadio Comunale, Genua Toeschouwers: 28.000 Scheidsrechter: Stanley Rous (ENG) |

|                                                |                                           |         |                                 |                                                                                    |
| 25 maart 1928 «onderlinge duels» 15:00 (UTC+1) | Italië                                    | 4–3     | Hongarije                       | Stadio Nazionale PNF, Rome Toeschouwers: 25.000 Scheidsrechter: Peco Bauwens (GER) |
| 25 maart 1928 «onderlinge duels» 15:00 (UTC+1) | Conti 48', 75' Rossetti 58' Libonatti 85' | Verslag | 13' Kohut 44' Hirzer 77' Takács | Stadio Nazionale PNF, Rome Toeschouwers: 25.000 Scheidsrechter: Peco Bauwens (GER) |

|                                               |            |         |                   |                                                                                   |
| 1 april 1928 «onderlinge duels» 16:30 (UTC+1) | Oostenrijk | 0–1     | Tsjecho-Slowakije | Hohe Wartestadion, Wenen Toeschouwers: 50,575 Scheidsrechter: John Langenus (BEL) |
| 1 april 1928 «onderlinge duels» 16:30 (UTC+1) |            | Verslag | 38' Silný         | Hohe Wartestadion, Wenen Toeschouwers: 50,575 Scheidsrechter: John Langenus (BEL) |

|                                                |                             |         |                   |                                                                                           |
| 22 april 1928 «onderlinge duels» 16:30 (UTC+1) | Hongarije                   | 2–0     | Tsjecho-Slowakije | Üllői úti stadion, Boedapest Toeschouwers: 38.000 Scheidsrechter: Raphaël van Praag (BEL) |
| 22 april 1928 «onderlinge duels» 16:30 (UTC+1) | Hirzer 18' (pen.) Kohut 76' | Verslag |                   | Üllői úti stadion, Boedapest Toeschouwers: 38.000 Scheidsrechter: Raphaël van Praag (BEL) |

|                                                 |                                                     |         |            |                                                                                   |
| 7 oktober 1928 «onderlinge duels» 15:30 (UTC+1) | Oostenrijk                                          | 5–1     | Hongarije  | Hohe Wartestadion, Wenen Toeschouwers: 40.000 Scheidsrechter: Alfred Birlem (GER) |
| 7 oktober 1928 «onderlinge duels» 15:30 (UTC+1) | Siegl 11', 27' Weselik 55' Wesely 62' Gschweidl 75' | Verslag | 38' Hirzer | Hohe Wartestadion, Wenen Toeschouwers: 40.000 Scheidsrechter: Alfred Birlem (GER) |

|                                                  |                          |         |                                  |                                                                                      |
| 14 oktober 1928 «onderlinge duels» 15:00 (UTC+1) | Zwitserland              | 2–3     | Italië                           | Sportplatz Förrlibuck, Zurich Toeschouwers: 20.000 Scheidsrechter: Eugen Braun (AUT) |
| 14 oktober 1928 «onderlinge duels» 15:00 (UTC+1) | M. Abbeglen 2' Grimm 85' | Verslag | 17', 30' Rossetti 80' Baloncieri | Sportplatz Förrlibuck, Zurich Toeschouwers: 20.000 Scheidsrechter: Eugen Braun (AUT) |

|                                                  |                         |         |             |                                                                                  |
| 28 oktober 1928 «onderlinge duels» 14:45 (UTC+1) | Oostenrijk              | 2–0     | Zwitserland | Hohe Wartestadion, Wenen Toeschouwers: 38,447 Scheidsrechter: Peco Bauwens (GER) |
| 28 oktober 1928 «onderlinge duels» 14:45 (UTC+1) | Tandler 25', 29' (pen.) | Verslag |             | Hohe Wartestadion, Wenen Toeschouwers: 38,447 Scheidsrechter: Peco Bauwens (GER) |

|                                                  |                                 |         |                   |                                                                                        |
| 1 november 1928 «onderlinge duels» 14:30 (UTC+1) | Hongarije                       | 3–1     | Zwitserland       | Üllői úti stadion, Boedapest Toeschouwers: 20.000 Scheidsrechter: Albino Carraro (ITA) |
| 1 november 1928 «onderlinge duels» 14:30 (UTC+1) | Turay 36' Hirzer 49' Ströck 53' | Verslag | 78' (pen.) Weiler | Üllői úti stadion, Boedapest Toeschouwers: 20.000 Scheidsrechter: Albino Carraro (ITA) |

|                                               |                                      |         |                       |                                                                                       |
| 3 maart 1929 «onderlinge duels» 15:00 (UTC+1) | Italië                               | 4–2     | Tsjecho-Slowakije     | Stadio Littorale, Bologna Toeschouwers: 35.000 Scheidsrechter: Henri Christophe (BEL) |
| 3 maart 1929 «onderlinge duels» 15:00 (UTC+1) | Rossetti 26', 61', 80' Libonatti 33' | Verslag | 18' Silný 40' Svoboda | Stadio Littorale, Bologna Toeschouwers: 35.000 Scheidsrechter: Henri Christophe (BEL) |

|                                               |                              |         |        |                                                                                       |
| 7 april 1929 «onderlinge duels» 16:30 (UTC+1) | Oostenrijk                   | 3–0     | Italië | Hohe Wartestadion, Wenen Toeschouwers: 49.000 Scheidsrechter: Albert Prince-Cox (ENG) |
| 7 april 1929 «onderlinge duels» 16:30 (UTC+1) | Horvath 19', 38' Weselik 23' | Verslag |        | Hohe Wartestadion, Wenen Toeschouwers: 49.000 Scheidsrechter: Albert Prince-Cox (ENG) |

|                                                |                                                |         |                                                       |                                                                        |
| 14 april 1929 «onderlinge duels» 15:00 (UTC+1) | Zwitserland                                    | 4–5     | Hongarije                                             | Wankdorf, Bern Toeschouwers: 19.000 Scheidsrechter: Stanley Rous (ENG) |
| 14 april 1929 «onderlinge duels» 15:00 (UTC+1) | Weiler 2' A. Abegglen 26', 66' M. Abegglen 78' | Verslag | 8' (e.d.) Widmer 51', 76' Takács 56' Toldi 73' Hirzer | Wankdorf, Bern Toeschouwers: 19.000 Scheidsrechter: Stanley Rous (ENG) |

|                                             |                 |         |                                     |                                                                                                 |
| 5 mei 1929 «onderlinge duels» 15:00 (UTC+1) | Zwitserland     | 1–4     | Tsjecho-Slowakije                   | Stade Olympique de la Pontaise, Lausanne Toeschouwers: 20.000 Scheidsrechter: Eugen Braun (AUT) |
| 5 mei 1929 «onderlinge duels» 15:00 (UTC+1) | M. Abegglen 74' | Verslag | 22' Podrazil 23', 85' Silný 80' Puč | Stade Olympique de la Pontaise, Lausanne Toeschouwers: 20.000 Scheidsrechter: Eugen Braun (AUT) |

|                                                   |                   |         |            |                                                                            |
| 8 september 1929 «onderlinge duels» 16:30 (UTC+1) | Tsjecho-Slowakije | 1–1     | Hongarije  | Stadion Letná, Praag Toeschouwers: 28.000 Scheidsrechter: Paul Ruoff (SUI) |
| 8 september 1929 «onderlinge duels» 16:30 (UTC+1) | Svoboda 4'        | Verslag | 84' Kalmár | Stadion Letná, Praag Toeschouwers: 28.000 Scheidsrechter: Paul Ruoff (SUI) |

|                                                 |                                                   |         |             |                                                                               |
| 6 oktober 1929 «onderlinge duels» 15:30 (UTC+1) | Tsjecho-Slowakije                                 | 5–0     | Zwitserland | Stadion Letná, Praag Toeschouwers: 17.000 Scheidsrechter: John Langenus (BEL) |
| 6 oktober 1929 «onderlinge duels» 15:30 (UTC+1) | Puč 17', 81' Kratochvíl 18' Svoboda 36' Junek 64' | Verslag |             | Stadion Letná, Praag Toeschouwers: 17.000 Scheidsrechter: John Langenus (BEL) |

|                                                  |              |         |                                    |                                                                        |
| 27 oktober 1929 «onderlinge duels» 15:00 (UTC+1) | Zwitserland  | 1–3     | Oostenrijk                         | Wankdorf, Bern Toeschouwers: 16.000 Scheidsrechter: Per Andersen (NOR) |
| 27 oktober 1929 «onderlinge duels» 15:00 (UTC+1) | Passello 45' | Verslag | 25' Stoiber 62' Horvath 84' Schall | Wankdorf, Bern Toeschouwers: 16.000 Scheidsrechter: Per Andersen (NOR) |

|                                              |           |         |                                                  |                                                                                      |
| 11 mei 1930 «onderlinge duels» 16:00 (UTC+1) | Hongarije | 0–5     | Italië                                           | Üllői úti stadion, Boedapest Toeschouwers: 40.000 Scheidsrechter: Peco Bauwens (GER) |
| 11 mei 1930 «onderlinge duels» 16:00 (UTC+1) |           | Verslag | 17', 65', 70' Meazza 72' Magnozzi 84' Costantino | Üllői úti stadion, Boedapest Toeschouwers: 40.000 Scheidsrechter: Peco Bauwens (GER) |

## Topscorers
| Speler            | Land              | Doelpunten |
| ----------------- | ----------------- | ---------- |
| Julio Libonatti   | Italië            | 6          |
| Gino Rossetti     | Italië            | 6          |
| Ferenc Hirzer     | Hongarije         | 6          |
| Max Abegglen      | Zwitserland       | 4          |
| Vilmos Kohut      | Hongarije         | 4          |
| Josef Silný       | Tsjecho-Slowakije | 4          |
| František Svoboda | Tsjecho-Slowakije | 4          |
| József Takács     | Hongarije         | 4          |